# Страхов Адольф Йосипович
Адо́льф Йо́сипович Стра́хов (справжнє прізвище Браславський; нар. 18 жовтня 1896, Катеринослав — пом. 3 січня 1979, Харків) — український радянський графік і скульптор єврейського походження.

## Біографія
Народився 6 [18] жовтня 1896 року в місті Катеринославі (тепер Дніпро, Україна). 1915 року закінчив Одеське художнє училище, де навчався у Йосипа Мормоне. Працював у Харкові.
Помер у Харкові 3 січня 1979 року.

## Творчість
В перші роки після Жовтневої революції виконав сатиричні малюнки для газет «Звезда», «Донецкий коммунист», «Селянська правда»; автор:
- обеліска на братській могилі Героїв революції з панно-діорамою «Один боєць упав — мільйон іде на зміну» (1919);
- тріумфальної арки на честь 1-ї кінної армії з панно «Червона кіннота не знає перепон» (1920).

Створив серію плакатів «Абетка революції» (1921).
У 1922—1925 роках працював переважно у галузі книжкової графіки:
- малюнки обкладинок до «Ленінської бібліотеки» (1922);
- книги Джона Ріда «Десять днів, що потрясли світ» (1923);
- збірника «Ленін» (1926);
- творів Т. Шевченка, Ф. Достоєвського, Л. Толстого та інше.

«В. Ульянов (Ленін)»

Автор плакатів:
- «В. Ульянов (Ленін)» (1924);
- «Паризька комуна — славний передвісник Жовтня» (1925);
- «Назустріч світовому Жовтню» (1925);
- «8 Березня — день розкріпачення жінки» (1926);
- «Батьківщина моя— комсомол» (1928);
- «Не здамо справи Леніна» (1929);
- «Перетворимо старий Донбас на новий, механізований» (1930);
- «Виконаймо вугільну п'ятирічку за три роки» (1931);
- «Дніпрельстан збудовано» (1932);
- «Реальність наших планів — це ми з вами» (1933);
- «Смерть фашизму!» (1941).

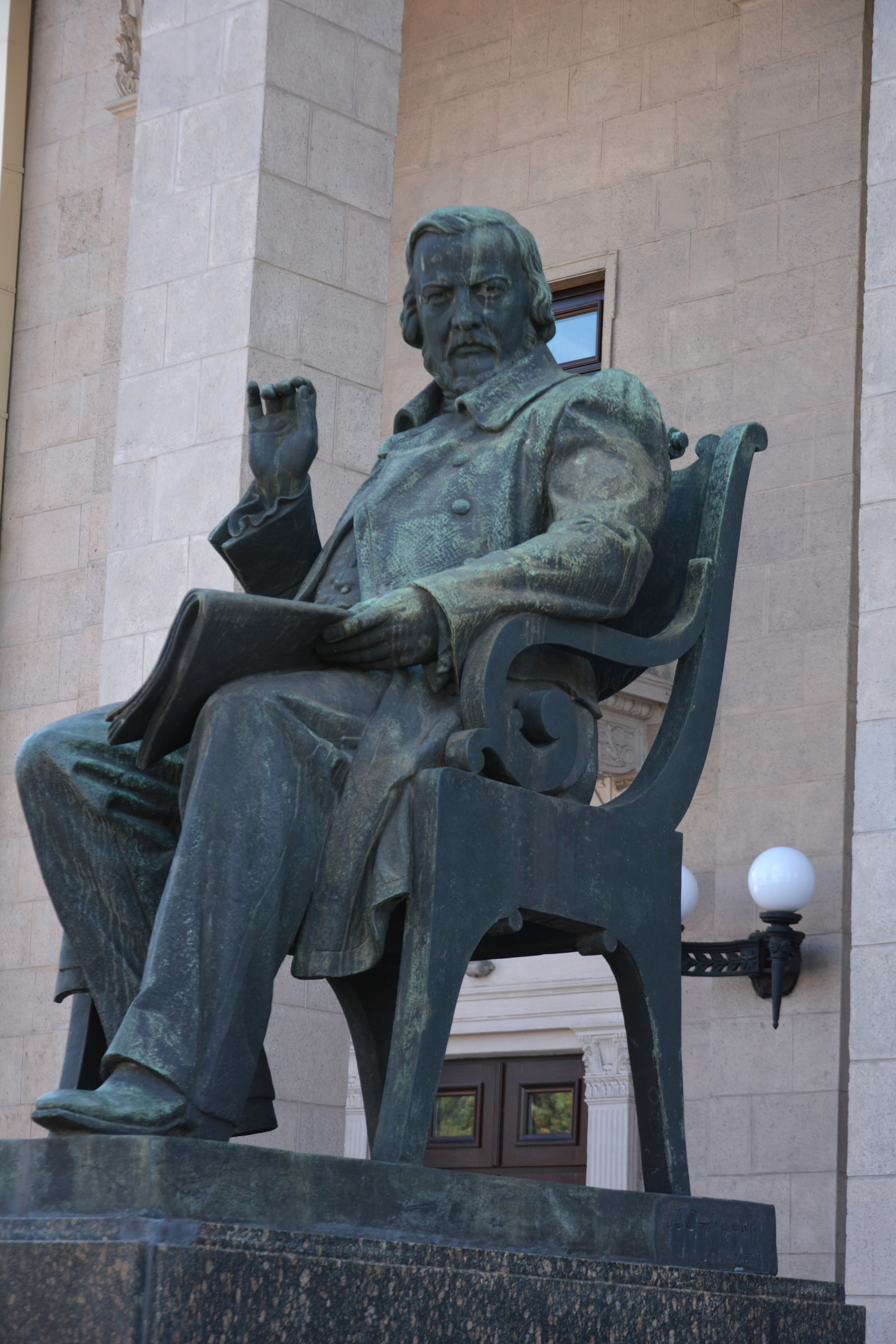
Пам'ятник Михайлові Глинці

Автор серії пропагандистських кольорових літографій, орнаментальних розписів за українськими народними мотивами в Будинку імені В. Блакитного у Харкові (1928), понад 250-ти обкладинок книг для Державного видавництва України і видавництва «Пролетар» (1922—1933), екслібрисів, серії акварелей («Талгар, Алма-Атинської області», 1941—1943) тощо.
Як скульптор створив погруддя Тараса Шевченка (1933; масово поширене), а також пам'ятники:
- Михайлу Глінці в Запоріжжі (1955);
- Сергію Кірову в Макіївці (1959);
- Володимирові Ленінові в Анжеро-Судженську (1960), Новочеркаську (1961) та Луганську (1963), Приморську (1976), Новоархангельську (1977), Джанкої (1978), Амвросіївці (1980).

## Відзнаки
- Велика Золота медаль та Гран-Прі на міжнародній виставці в Парижі 1925 року (за плакат «В. Ульянов (Ленін)»[2];
- Народний художник УРСР з 1943 року.